# Kilo (Indonésie)
Pour les articles homonymes, voir Kilo.
Kilo est un kecamatan (district) du kabupaten de Dompu, sur l’île de Sumbawa située dans la province de Nusa Tenggara occidental en Indonésie.